# Crash Bandicoot (personaje)
Crash Bandicoot es el principal protagonista de la serie de videojuegos homónima.Introducido en el juego Crash Bandicoot del año 1996, Crash es un mutante bandicoot barrado del este que es mejorado genéticamente por el principal antagonista de la serie, el Doctor Neo Cortex, y luego escapó del castillo después de un experimento fallido en el «Cortex Vortex». A lo largo de la serie, actúa como la principal oposición contra Cortex y sus malvados planes para la dominación mundial. Si bien él tiene varias maniobras defensivas a su disposición, su técnica más distintiva es aquella en la que gira como un tornado a gran velocidad y golpea casi cualquier cosa que toca.
Crash fue creado por Andy Gavin y Jason Rubin, y diseñado originalmente por Charles Zembillas. Crash estaba destinado a ser una mascota para que Sony lo usara para competir contra Mario de Nintendo y Sonic el erizo de Sega. Antes de que el personaje recibiera su nombre (que se deriva de la reacción visceral a la destrucción de cajas), se le conocía como «Willie el Wombat» durante la mayor parte de la duración de la producción del primer título. Ha recibido numerosas comparaciones con Mario y Sonic, por parte de los revisores. Sus animaciones han sido elogiadas, mientras que su voz ha enfrentado críticas. Ha sido rediseñado varias veces a lo largo de muchos juegos, lo que ha provocado reacciones encontradas.Se le conoce como Carlos el topo que gira

## Concepto y creación
Una de las razones principales por las que el estudio Naughty Dog decidió desarrollar a Crash Bandicoot (en ese entonces bromeando con el nombre de «juego del culo de Sonic») para la consola de Sony, PlayStation era la falta de un personaje mascota existente que pudiera competir con Sonic el erizo de Sega, y Mario de Nintendo. En esta época, las mascotas de videojuegos eran cada vez menos importantes, ya que se veían eclipsadas por las licencias cruzadas y el envejecimiento del mercado significaba que la mayoría de los jugadores eran demasiado viejos para encontrar mascotas atractivas, pero Sony estaba interesada en cubrir todas las bases. Sus creadores deseaba hacer lo que Sega y Warner Bros. hicieron con el erizo (Sonic) y el demonio de Tasmania (Taz) respectivamente e incorporaron un animal que era «lindo, real, y nadie realmente conocía». El equipo compró una guía de campo sobre mamíferos de Tasmania y seleccionó el wombat, el potorous y bandicut como opciones. Andy Gavin y Jason Rubin eligieron «Willie el Wombat» como nombre temporal del personaje principal. El nombre nunca fue destinado a ser el final, debido tanto al nombre que suena «demasiado tonto» como a la existencia de una propiedad del mismo nombre que no pertenece al videojuego. El personaje era efectivamente ya un bandicout para octubre de 1994, pero todavía se lo conocía como «Willie el Wombat» porque aún no se había formulado un nombre definitivo. Queriendo que su mascota fuera multidimensional en profundidad de personajes y título, ambos decidieron no basar a Willie en un tipo de atributo como «rápido» o «lindo». El equipo sintió que debería ser «tonto y amante de la diversión, y nunca hablaría»; el silencio del personaje se basaba en la teoría de que las voces de los videojuegos siempre eran «cojas, negativas y distraían de la identificación con ellas».
Se contrató al artista estadounidense de Exitus, Charles Zembillas (junto con el artista ambiental Joe Pearson) y se reunió semanalmente para diseñar y desarrollar a Willie y los otros personajes del juego. Se decidió desde el principio que no habría conexión entre el animal real y el diseño final de Willie. En cambio, el diseño del personaje se determinó «51% por necesidad técnica y visual y 49% por inspiración». Para determinar el color de la piel, Gavin creó una lista de personajes populares y sus colores, y luego hizo una lista de las posibilidades de antecedentes terrenal (como bosques, desiertos, playas, etc.). Los colores que no se verían bien en la pantalla estaban estrictamente prohibidos, como el rojo, que «sangraría horriblemente» en los televisores más antiguos. El último tonor disponible, el naranja fue seleccionado como el color de la piel de Willie. La cabeza era grande y sin cuello para contrarrestar la baja resolución de la pantalla y permitir que las expresiones faciales del personaje fueran discernibles. Jason Rubin notó la mayor dificultad para girar la cabeza con este tipo de diseño. Se agregaron pequeños detalles como los guantes, las manchas en la espalda y un cofre de color claro se agregaron para ayudar al jugador a determinar qué lado que era visible en función del color. A Willie no le dieron cola ni ninguna correa de ropa debido a la incapacidad de la PlayStation de mostrar correctamente esos píxeles sin parpadear. La longitud de los pantalones se acortó para evitar que sus tobillos parpadearan como lo harían con los pantalones más largos. Andy Gavin posee los bocetos de tinta originales de Crash de Charles Zembillas.
El último modelo de juego final de Willie estaba hecho de 512 polígonos con las únicas texturas para las manchas en su espalda y los cordones de sus zapatos. Andy Gavin tardó un mes en establecer esa cantidad de polígonos. Debido al uso de la animación de vértices, Willie era capaz de tener más expresiones faciales que otros personajes de videojuegos en ese momento o antes. Los mecanismos de salto, giro y golpes se refinaron cuando el equipo de Naughty Dog desarrolló los niveles «Heavy Machinery» y «Generator Room». Mientras se preparaba para la demostración del juego en la Electronic Entertainment Expo, el equipo decidió finalmente cambiar el nombre del personaje titular a «Crash Bandicoot» (el nombre particular se acredita a Dave Baggett y Taylor Kurosaki), con su apellido basado en su especie canónica y su primer nombre derivado de la destrucción repetitiva de objetos en forma de caja por parte del personaje («Dash», «Smash» y «Bash» fueron otros posibles nombres). El director de mercadotecnia de Universal Interactive Studios insistió en que el título y el personaje se llamaran «Wez/Wezzy/Wuzzle the Wombat» u «Ozzie the Otzel». El nombre prevaleció después de que Naughty Dog amenazó con abandonar la producción.
Después de que Naughty Dog presentara Crash Bandicoot a la división japonesa de Sony, los ejecutivos de Sony Computer Entertainment Japón expresaron su disgusto por el personaje y no quedaron impresionados por las representaciones de Crash hechas específicamente para la reunión. Durante un descanso después de la reunión inicial, Andy Gavin se acercó a Charlotte Francis, la artista responsable de las representaciones, y le dio quince minutos para cerrar la boca grande y sonriente del personaje para hacerlo parecer menos agresivo, cambiaron sus ojos de verdes a «dos pequeñas formas negras de "Pac-Man"» y hicieron su pico de cabello más pequeño. Sony Japón compró el juego para su distribución en Japón después de mostrarle la copia impresa modificada.

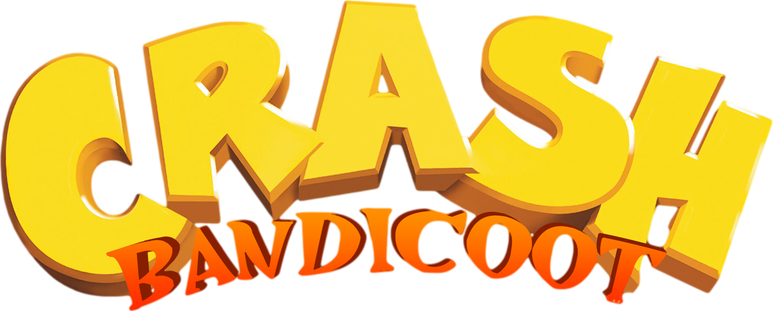
Logo de la serie de videojuegos Crash Bandicoot, es muy reconocido por sus grandes letras amarillas.

Crash sirvió como mascota para Sony Computer Entertainment desde su creación hasta septiembre de 2000, cuando Universal Interactive Studios y Konami firmaron un acuerdo que permitiría a la empresa publicar un videojuego de Crash Bandicoot (que más tarde se convertiría en Crash Bandicoot: La venganza de Cortex) para la próxima generación de consolas, con Universal Interactive manejando la producción de las entregas; el acuerdo sirvió para romper la exclusividad de la franquicia para las consolas producidas por Sony y convirtió a Crash Bandicoot en un personaje mascota para Universal en lugar de Sony. El modelo de juego del personaje en Crash Bandicoot: La venganza de Cortex estaba compuesto por aproximadamente 1800 polígonos, lo que permitió un aumento en los detalles en comparación con los modelos anteriores, incluido un mechón de cabello más complejo y realista, una úvula visible, costuras en los jeans y zapatos y una etiqueta de diseñador en los pantalones.
Al comenzar el desarrollo de Crash Nitro Kart, el director ejecutivo de Vicarious Visions y jefe de creativos Karthik Bala, notó que la apariencia física de Crash había sido inconsistente desde su debut en 1996 y decidió «explorar la visión original del personaje» en un intento de llevarlo de regreso a sus raíces. Charles Zembillas y Joe Pearson fueron rastreados y alistados para recibir orientación durante el desarrollo y se enfrentaron al desafío de desarrollar el personaje y la franquicia visualmente mientras conservaban su «encanto de dibujos animados». Para rediseñar Crash y los otros personajes principales de la serie para el juego, el equipo de Vicarious Visions revisó una serie de bocetos de desarrollo originales de los archivos de Zembillas y luego rediseñó los personajes principales incorporando detalles del arte conceptual y agregando grosor a los personajes; La apariencia de Crash en el videojuego, en comparación con los dos títulos anteriores, tiene una nariz un poco más grande, cejas más llenas y un cuerpo mucho más texturizado. Zembillas señaló que «Crash es más delgado y más atractivo ahora. También hay más énfasis en sus ojos, y se puede ver la astucia en su personalidad. Eso es Crash para mí, y está vivo otra vez en Nitro Kart».

### Representación de voz
Expresado originalmente por Brendan O'Brien de 1996 a 2004; Él llamó a Jason Rubin, que en ese momento estaba buscando un locutor, después de que Joe Pearson le sugiriera que lo hiciera. El trabajo original de O'Brien fue grabado en un estudio de grabación debajo de la atracción de Alfred Hitchcock. Más tarde, el personaje sería interpretado por Chip Chinery en Crash Team Racing y Steve Blum en Crash Nitro Kart. Jess Harnell ha prestado su voz al personaje desde 2005, comenzando con Crash Tag Team Racing. En 2020, Scott Whyte prestó su voz al personaje en Crash Bandicoot 4: It's About Time. Carlos Alazraqui prestó su voz en los avances promocionales de Cortex Strikes Back.
En las versiones japonesas de los juegos, Kappei Yamaguchi le dio voz hasta el lanzamiento de Nitro Kart y el juego Pachislot CR Crash Bandicoot; y por Makoto Ishii en Crash Boom Bang!. En Skylanders Academy, Eric Rogers le da voz y más tarde Rhys Darby.

## Características
Crash ha sido diseñado genéticamente mediante el uso del Rayo-Evolvo de Cortex y el Dr. Nitrus Brio. Antes de escapar del castillo de la isla del Doctor Neo Cortex, Crash se unió románticamente a una bandicut femenina llamado Tawna, que era otro de sus experimentos. La separación de Crash de Tawna a manos de Cortex sirve como la raíz principal del antagonismo entre ambos. Es un personaje muy emotivo que se ríe y llora rápidamente. Si bien tiene una naturaleza intrépida y amante del peligro y ama una buena pelea, prefiere relajarse bajo el sol y rara vez busca problemas deliberadamente. Ante la ira de su amigo Crunch, pero la diversión de su hermana Coco, Crash es propenso a hábitos personales descorteses como eructar  o rascarse el trasero.
Él generalmente se representa como un personaje mudo, con la excepción frecuente de exclamar «Whoa!» al perder una vida. En los juegos de Radical Entertainment, habla en un galimatías ininteligible, pero da una exclamación verbal de emoción en la secuencia final de Crash: Lucha de Titanes. En la serie web Academia Skylanders, habla en oraciones completas con acento australiano y usa con frecuencia jerga. Crash narra el epílogo de Crash Bandicoot 4: It's About Time con una voz completamente articulada que Dalton Cooper de Game Rant describió como «Al estilo de Morgan Freeman».
Al comienzo de la serie, las únicas maniobras ofensivas del personaje eran saltar sobre sus enemigos y una técnica distintiva en la que gira como un tornado, pateando a cualquiera o cualquier cosa que golpe. En títulos posteriores, puede expandir su rango de habilidades al derrotar a los jefes. Las habilidades ampliadas incluyen un poderoso chapoteo, la capacidad de saltar mientras está en el aire, el «Death Tornado Spin» (una variación de su técnica de giro que le permite flotar en el aire por tiempo limitado), una bazuca que dispara Fruta Wumpa, mayor velocidad de carrera, la capacidad de andar de puntillas con seguridad sobre cajas explosivas y la capacidad de saltar a alturas increíblemente altas. En las entregas Crash: Lucha de Titanes y Crash: Guerra al Coco-Maníaco le permiten a Crash expandir aún más sus habilidades ofensivas con nuevos movimientos de lucha aprendidos al recolectar una sustancia mágica conocida como «Mojo». En Academia Skylanders, tiene la capacidad de lanzar cajas de TNT y puede usar su Yo-yo para atraer a los enemigos para que ataquen con giro.

## Apariciones
Como se ve en Crash Bandicoot, Crash fue una vez un bandicoot barrado oriental ordinario antes de que el Doctor Neo Cortex lo arrebatara de la naturaleza y lo sometiera al Rayo-Evolvo como parte del plan de él para convertirlo en el «general» de su «Comandó de Cortex», que se utilizaría para dominar el mundo. Sin embargo, más tarde se le considera indigno de estar en el ejército y escapa del castillo. Como un acto de venganza y para rescatar a una bandicoot llamada Tawna, Crash viaja a través de las Islas Wumpa, derrotando a los secuaces de Cortex en el camino. Eventualmente lo derrota, roba su aeronave y escapa junto a Tawna. Un año después en Crash Bandicoot 2: Cortex Strikes Back, es enviado a buscar una nueva batería de computadora portátil para su hermana Coco, pero pronto es secuestrado por Cortex, quien afirma haber cambiado sus costumbres. Luego se le ordena a él que recolecte cristales para Cortex mientras lucha contra la oposición del Doctor Nitrus Brio. Una vez que él revela sus intenciones ocultas, Crash lo envía volando al espacio y ayuda a Nitrus Brio a destruir el Cortex Vortex. En Crash Bandicoot: Warped, cuando los restos de la estación espacial chocan contra la Tierra y liberan al demoníaco Uka Uka, Aku Aku recluta a Crash para usar la máquina de torsión del tiempo del Doctor Nefarious Tropy para reunir los poderosos cristales en sus lugares originales antes de que lo haga Cortex. Finalmente reúne los 25 cristales y derrota a Nefarious Tropy, lo que hace que la máquina de torsión del tiempo implosione sobre sí misma. En Crash Bandicoot: la venganza de Cortex, es reclutado para recolectar cristales y devolver un grupo de máscaras destructivas llamadas Elementales a un estado de hibernación y detener la nueva superarma de Cortex, Crunch Bandicoot. En Crash Twinsanity, después de frustrar otro complot del villano para eliminarlo, Crash se une a él para derrotar a los Gemelos Malvados y restaurar el orden natural del universo.
En Crash of the Titans, ayuda a Coco en el desarrollo de un dispositivo de reciclaje de mantequilla. Esto se interrumpe cuando llega Neo Cortex y secuestra a Aku Aku y Coco. Crash arroja la máquina de su hermana a la aeronave de Cortex, cortando la cadena que sujeta la jaula de Aku Aku, lo que hace que la jaula caiga al bosque cercano. Después de que lo rescata, descubren que Cortex y Uka Uka están robando Mojo de un templo cercano y deciden detenerlos. Él no puede rescatar a su hermana, pero logra derrotar a Cortex, y comienza su búsqueda de Coco, interrogando a Dingodile, Tiny Tiger, N. Gin y Uka Uka sobre su paradero. Finalmente se enfrenta y derrota a Nina Cortex dentro del robot Doominator, libera a su hermana y evita la destrucción de la isla Wumpa. Sintiéndose felices por sí mismos, Crash y su familia deciden celebrar su victoria con panqueques, que deja escapar (hablando por primera vez) con alegría. Poco después, en Crash: Mind over Mutant, NV, un asistente Digital Personal que todo el mundo debe poseer, se hace público. Sin embargo, esto resulta ser un complot del Doctor Cortex y su antiguo compañero, el Doctor Nitrus Brio, quienes usan los poderes de transmisión de Mojo de NV para controlar a todos los que usan el dispositivo. Debido a que Crash no se ve afectado por el mismo, puede liberar a sus amigos del control de la NV y detener el complot de Cortex y Brio.

### Otras apariciones en la serie
Crash aparece como un personaje jugable en Team Racing y Bash. El epílogo de Team Racing afirma que el personaje vendió la historia de su vida, titulada «El color naranja», a un importante estudio de cine, que se estrenará en la temporada navideña. En The Huge Adventure, es reclutado para recolectar cristales para impulsar un dispositivo construido por Coco que revertirá los efectos del Minimizador Planetario de Cortex, que ha reducido la Tierra al tamaño de una toronja. En N-Tranced, se despierta de su siesta por el secuestro de Coco y Crunch por Nefarious Tropy y N. Trance. Él casi es secuestrado antes de ser rescatado por Aku Aku. Luego es enviado a rescatar a Crunch y Coco, reclutar a Fake Crash y derrotar a N. Trance y Nefarious Tropy. Es un personaje jugable en Nitro Kart, en el que es secuestrado (junto con otros personajes) por el Emperador Velo XXVII y obligado a competir en el Circuito Galaxy. Cuando Velo cede su poder al personaje, Crash considera seriamente la posibilidad de gobernar el imperio de Velo, pero rechaza la oferta y deja a él con su imperio. En Fusión, es engañado haciéndole creer que Spyro el Dragón está atacando las islas Wumpa, pero descubre la verdad después de una pelea en un puente y se une para derrotar a las fuerzas combinadas del Doctor Neo Cortex y Ripto. En Tag Team Racing, es reclutado (junto con otros personajes) por Ebenezer Von Clutch para recolectar las Gemas de poder robadas de su parque de diversiones y ganar la propiedad del parque. También encuentra la Black Power Gem perdida de Von Clutch al final. Es un personaje jugable en Boom Bang!, en el que interrumpe el deseo del Vizconde al Super Big Power Crystal y desea una gran cantidad de Fruta Wumpa.

### Apariciones fuera de la serie
Crash hace una aparición especial en Uncharted 4: El desenlace del ladrón en una recreación jugable del nivel 'Boulder Dash' de Crash Bandicoot. Además, aparece en Skylanders: Imaginators junto al Doctor Neo Cortex como un Skylander jugable. Aquí lo acompaña Aku Aku, quien le sirve como traductor. También hace apariciones recurrentes en Academia Skylanders, siendo transportado desde su propio mundo al mundo de Skylands. A diferencia de su aparición en el juego, Aku Aku no lo acompaña. También a diferencia de cualquiera de sus otras apariciones, habla inglés fluido con acento australiano, proporcionado por el showrunner Eric Rogers en la primera temporada y por Rhys Darby en la tercera temporada. Crash, Coco, Aku Aku, Cortex y Kapuna-Wa aparecen en el comercial «Es hora de jugar» de PlayStation 4 junto con otros personajes de videojuegos. Crash y Aku Aku hacen un cameo en Astro's Playroom.

## Impacto cultural

### Mercancías
Crash ha aparecido en dos series de figura de acción de Crash Bandicoot producidas por el ahora desaparecido Resaurus. Para Cortex Strikes Back, Resaurus produjo un «Jetboard Crash» (una figura del personaje incluida con el jetboard que se ve en el juego) y un «Jet Pack Crash» (una figura del personaje con gafas incluida con el jet pack visto en el título). La serie de Warped presentaba tres figuras diferentes del protagonista, incluida una con figuras de Aku Aku y Coco Bandicoot. Se lanzó una figura como parte del paquete de inicio de Skylanders: Imaginators para PlayStation 3 y PlayStation 4 en octubre de 2016; se creó para ser jugable en todas las plataformas. Para promover el regreso de la serie, Activision obtuvo licencia oficial de varias camisetas, llaveros y otros tipos de productos con Numskull Product Design.

### Paleontología
Los paleontólogos han nombrado a un bandicoot extinto del Mioceno de Australia en honor al personaje Crash bandicoot. Aunque algo inusual para la comunidad científica, el nombre se usó de forma totalmente inalterada, sin intentar volver a las raíces latinas o griegas.

### Recepción
Como personaje de mascota, Crash ha hecho numerosas comparaciones con mascotas de la competencia como Mario y Sonic por parte de los revisores. Las publicaciones de juegos, incluida la versión 2011 de Guinness World Records Gamer's Edition, han descrito a Crash como uno de los mejores e icónico personaje de videojuegos. Dave Halverson de GameFan elogió las animaciones, la apariencia y los gestos del personaje como «100% perfectos». Un crítico de GameRevolution elogió los «manierismos extravagantes» como «siempre refrescantes», y John Broady de GameSpot lo describió como «encantadoramente lindo y difuso». Doug Perry de IGN criticó al personaje, viéndolo como «locamente capitalista», comparando negativamente su voz con la de Luigi de la serie Mario y acusándolo de ser «la mascota imitadora más transparente que jamás haya existido». A Louis Bedigian de GameZone tampoco le gustó la voz de Crash, comentando que «es realmente molesto escuchar a un niño decir, 'Whoa!' cada vez que te caes al agua, especialmente cuando te das cuenta de que se supone que la voz del niño es Crash». Sus animaciones, particularmente en Crash Bandicoot: la venganza de Cortex, han sido elogiados como humorísticos por los críticos. Ryan Davis de GameSpot analizó el «estilo de carrera exagerado y los ataques de autocastigo» de Crash como un «personaje tonto pero entusiasta», y comparó sus contorsiones faciales con las del comediante Red Skelton. Sin embargo, también estuvo incluido en IGN, sobre los principales personajes de videojuegos que deberían morir, y agregó que sería un asesinato misericordioso. El redactor del sitio web, Colin Moriarty, afirmó que sus títulos aportan poco para innovar la serie a lo largo de los años, dejando al personaje inútil.
El diseño estético en las entregas desarrollados por Radical Entertainment ha recibido reacciones reacciones encontradas por parte de los críticos. Ravi Sinha de GamingBolt consideró el diseño entre los peores de los videojuegos y señaló que los desarrolladores no deberían haber intentado «hacer que Crash se viera 'genial'». Brian Rowe de GameRevolution notó que los guantes sin dedos habían sido reemplazados por tatuajes tribales «igualmente anticuados» y que la personalidad del personaje había cambiado de su «actitud odiosamente extrema» a la de un «idiota bromista y de ojos saltones». Aunque Rowe se preguntó cuándo y por qué ocurrió el cambio, concluyó que «es mejor que la popular perilla de ira que tantos otros gigantes de plataformas lucen en estos días». Arnold Katayev de PSX Extreme, aunque admitió que los detalles del personaje en Crash eran «bastante agradables», expresó su descontento con las elecciones artísticas hechas para el personaje; describió los tatuajes tribales como «un poco pretenciosos» y señaló que la mayor definición en su parche mohicano hizo que pareciera «esforzarse demasiado por ser genial». Agregó que el nuevo estilo de lucha del protagonista engendró una postura que consiste en que «pone a sus duques como un boxeador», lo que consideró «fuera de lugar» para él. Finalmente, mientras criticaba la actuación de voz en Crash of the Titans, comentó que «suena especialmente horrible, en gran parte porque en realidad no habla, solo balbucea un galimatías molesto, lo que lo hace sonar como si fuera un bebé». Matt Keller de PALGN también criticó su voz, que dijo que hacía que Crash sonara «como un bebé confundido». Louis Bedigian de GameZone declaró que «el diseño de personaje ha pasado de genial a tonto y ahora al temido lugar de ser tonto» y dijo que los cambios minuciosos y graduales realizados en el diseño a lo largo de la serie «realmente han dañado la apariencia de Crash como personaje principal del juego». GamePro nombró el nuevo diseño como el segundo peor cambio de imagen de personajes de videojuegos de la historia. Craig Harris de IGN fue más positivo sobre la nueva apariencia de Crash y notó que «se ve un poco más tonto y mucho más nervioso, ganando un Mohawk más puntiagudo y cambiando sus guantes sin dedos por tinta tribal en todos sus brazos» mientras compara sus incoherentes vocalizaciones graznando con Kazooie de la serie Banjo-Kazooie. Concluyó que «en última instancia, ha cambiado para mejor. Se ve un poco más genial y más atractivo que sus ediciones más 'de inspiración japonesa' a lo largo de los años».